# Септомаргинални трабекул
Септомаргинални трабекул  је трака срчаног мишића која се налази у десној комори срца.  Добро је изражен код оваца и неких других животиња, али и код човека. Протеже се од основе предњег папиларног мишића тролисног залистка до вентрикуларног септума.

## Назив
Септомаргиналне трабекуле носе и назив модераторска трака јер због својих додатака може помоћи у спречавању превелике дистензије срчане коморе.

## Историја
Септомаргиналне трабекуле први га је описао Леонардо да Винчи у свом истраживању људске анатомије.

## Анатомија
Септомаргинални трабекул је разгранати фибромускуларни ланац који се протеже од интервентрикуларног септума до супротног вентрикуларног слободног зида на папиларном мишићу, пролазећи кроз шупљину коморе. Он изгледа  као месната и мишићава структура у својој конзистенцији.
Септомаргиналне трабекуле се налази у десној срчаној комори, у којој  повезују базу предњих папиларних мишића трикуспидалног залистка са вентрикуларним септумом.

## Функција
Септомаргинални трабекул је важан јер носи део десне гране атриовентрикуларног снопа проводног система срца до предњег папиларног мишића.  Ова пречица преко срчане коморе обезбеђује једнако време проводљивости у левој и десној комори, омогућавајући координисану контракцију предњег папиларног мишића.

## Клинички значај
Радиолози и акушери често користе септомаргинални трабекул да лакше идентификују десну срчану комору у пренаталној ултразвучној дијагностици.